# Мала Грем'яча
Мала́ Грем'яча — село в Україні, у Комишнянській селищній громаді Миргородського району Полтавської області. Населення становить 31 особа. До 2020 року орган місцевого самоврядування — Попівська сільська рада.

## Географія
Село Мала Грем'яча знаходиться за 4 км від правого берега річки Хорол. Селом протікає річка Грем'яча, вище за течією якої на відстані 1,5 км розташоване село Велика Грем'яча. На відстані 1 км розташоване село Попівка. До села примикає лісовий масив (дуб).

## Населення

### Мова
Розподіл населення за рідною мовою за даними перепису 2001 року:
| Мова       | Кількість | Відсоток |
| ---------- | --------- | -------- |
| українська | 30        | 96.77%   |
| російська  | 1         | 3.23%    |
| Усього     | 31        | 100%     |